# Чечхон
Чечхо́н (кор. 제천시?, 堤川市?, Jecheon-si) — город в провинции Чхунчхон-Пукто, Республика Корея. Железнодорожная станция.

## История
Территория, на которой находится современный Чечхон, начала заселяться людьми ещё в эпоху палеолита, чему есть археологические свидетельства, например пещера Сонхак Чоммаль и первобытная стоянка в Мёнгори. К эпохе неолита относится древняя стоянка в Янпхённи. Остатки человеческих жилищ, датируемые бронзовым и железным веками, найдены в районах Хвансонни и Сагири. В эпоху Самхан территория Чечхона входила в состав государства Чинхан. После возникновения Трёх царств здесь возник уезд Нэтхо (Нэтхогун), который просуществовал до объединения Корейского полуострова под власть государства Объединённое Силла (в то время здесь располагался район Наджэ или Наджэгу). В эпоху династии Корё здесь находился район Чонвон (Чонвонгу), позднее район Чхунджу (Чхунджумок). Чечхон появился на карте в 1895 году, после реформы Кабо. Тогда ему был присвоен статус уезда (гун или кун). В 1980 году уезд Чечхон был разделён на город Чечхон (Чечхонси) и уезд Чевон (Чевонгун). В 1991 году Чевон был переименован снова в Чечхон, и в 1995 году город Чечхон и уезд Чечхон снова были объединены в один город Чечхон.

## География
Чечхон расположен в северной части провинцци Чхунчхон-Пукто между горами Чхарёнсан и Собэксан. Граничит с городом Мунгён на юге, городом Вонджу и уездом Йонволь на севере. Среднегодовая температура — 10,4 °C, среднегодовое количество осадков — 1500,4 мм, среднегодовая влажность — 67 %. Через Чечхон проходит железнодорожная ветка, соединяющая западную и восточную части страны.

## Туризм и достопримечательности
Природные:
- Горы Вораксан — известны как «Альпы Востока». Считаются одними из главных гор страны. На склонах расположен ряд исторических памятников[3].
- Горы Кымсусан — одно из самых популярных направлений горного туризма в стране[4].
- Долина Йонхагугок — живописная долина, расположенная к востоку от Вораксана. В ней расположено несколько озёр и водопадов, ежегодно привлекающих множество туристов[5].
- Водохранилище Ыйримджи — является составной частью одной из старейших в стране ирригационных систем. Озеро окружает древний сосновый лес, водная система включает 30-метровый водопад. На озере разрешена любительская рыбалка[6].

Исторические:
- Традиционная конфуцианская школа Хянгё — постройка датируется эпохой династии Корё. В XVIII веке была значительно перестроена[7].
- Остатки буддийского храма Саджабин Синсаджи, который был построен в 1022 году. Большая четырёхэтажная каменная пагода является единственной хорошо сохранившейся постройкой этого храма[8].
- Деревянный дом в Тохвари — входит в список культурного наследия провинции Канпондо. Представляет собой памятник традиционного корейского деревянного зодчества эпохи позднего Чосон[9].

## Образование
В Чечхоне расположен Тэвонский университетский колледж.

## Символы
Как и остальные города и уезды Южной Кореи, Чечхон имеет ряд символов:
- Дерево: дзельква — символизирует долгую жизнь.
- Цветок: форзиция — символизирует процветание. Жёлтый цвет символизирует простоту.
- Птица: голубь — символизирует мирную жизнь и чистоту помыслов жителей уезда
- Маскот: Пакдари и Кымдонъи, персонажи древнекорейских сказаний.

## Известные уроженцы и жители
- Хан Йери — южнокорейская актриса
- Ом Джонхва — южнокорейская актриса и певица

## Города-побратимы
Города-побратимы Чечхона:
- Спокан, США — с 1996